# Jacquet da Mantova
Jacquet da Mantova, nato Jacques Colebault e detto anche Jachet de Mantoue, (Vitré, 1483 – Mantova, 2 ottobre 1559), è stato un compositore francese del Rinascimento che passò la maggior parte della sua vita in Italia. Fu un esponente influente della generazione di compositori fra Josquin e  Palestrina e ben rappresenta lo stile polifonico transizionale fra i due compositori.

## Biografia
Si trasferì in Italia probabilmente in giovanissima età. Fu a Modena nel 1519 al servizio della famiglia Rangoni e nel 1525 a Ferrara presso la corte degli Este, dove ebbe modo di instaurare una profonda amicizia con Adrian Willaert, fondatore della scuola veneziana.. L'anno seguente si spostò a Mantova dove trascorse il resto della sua vita. Divenne maestro di cappella nella cattedrale di San Pietro Apostolo sotto il cardinale Ercole Gonzaga vescovo di Mantova. Il cardinale Gonzaga stimava Jacquet e il rapporto fra i due fu reciprocamente vantaggioso; Gonzaga, quando fu designato a presiedere il Concilio di Trento, fu il promotore più entusiasta della Controriforma ed energico sostenitore delle musiche del suo compositore preferito.
Oltre a godere del riconoscimento dal suo datore di lavoro, elogiarono la sua musica due papi della famiglia Medici, Leone X e Clemente VII. Gran parte della musica di Jacquet ebbe ampia diffusione, in particolare il suo mottetto Aspice Domine che apparve in oltre 30 fonti contemporanee.
Jacquet sembra che sia morto in miseria, un fatto strano per un compositore così ben collegato e stimato, soprattutto da parte dei Medici, ma la sua famiglia ricevette una pensione dal cardinale Gonzaga.

## Musica
Jacquet scrisse quasi esclusivamente musica sacra vocale. Fu attento alle tendenze del tempo e la sua musica mostra una chiara progressione stilistica dalla dipendenza dalle pratiche imperanti nel tardo XV secolo verso la dilagante imitazione utilizzata dalla generazione di compositori dopo Josquin. La sua arte è accurata, e il suo contrappunto è fluido e aggraziato, le parti sono ben equilibrate e occasionali sezioni omofoniche interrompono la trama polifonica prevalente.
Egli compose 23 messe tutte a noi pervenute e più di 100 mottetti. Molti mottetti vennero composti per delle occasioni ufficiali: arrivo di dignitari, matrimoni, tributi e altri avvenimenti celebrativi. Ci sono pervenute soltanto quattro sue opere di musica profana, probabilmente composizioni della sua gioventù. Il più importante sostenitore della Controriforma, ebbe una scarsa opinione della musica profana.
Nei suoi ultimi anni, la sua musica andò semplificandosi, ed egli compose molti inni. Le regole emerse dal Concilio di Trento incoraggiavano la semplicità della musica nella quale le parole riuscivano ad acquisire una maggiore intelligibilità. Jacquet seguì queste regole mostrando il naturale sviluppo di uno stile che prima abbracciò la complessa polifonia e successivamente seguì semplicità e chiarezza.

## Discografia
- 2003 - Canticum Canticorum. In Praise of Love: The Song of Songs in the Renaissance. Capilla Flamenca. Eufoda 1359. Contiene una registrazione di O gloriosa domina di Luis de Narvaez.
- 2025 - Motets and Secular Songs, The Choir of Sidney Sussex College, Cambridge - David Skinner. Resonus INV017.